# 大红门南站
大红门南站是一个位于中国北京市丰台区大红门街道南苑路、大红门路、大红门西路交叉口，属于北京地铁8号线的地铁车站，已经于2018年末随8号线三期南段开通而投入使用。

## 位置
大红门南站位于南四环内，大红门桥北，南苑路（南中轴路，南北向）与大红门西路－大红门路（大致呈东西走向）交汇处，呈南北走向布置。

## 结构
大红门南站为地下二层三跨车站，布置在南苑路路中，采用南北两端明挖、中间下穿路口处暗挖的方式施工。地下一层为站厅层，地下二层为岛式站台。
车站设有3个出入口。
| 地面层          | 街道                  | A-C出入口                        |
| 地下一层 站厅层 | 站厅                  | 客务中心、自动售票机、进出站闸机 |
| 地下二层 站台层 |                       | █ 8号线往朱辛庄（海户屯）        |
| 地下二层 站台层 | 岛式站台，左側開门    |                                  |
| 地下二层 站台层 | █ 8号线往瀛海（和义） |                                  |

## 出入口
|                       |        |                  |      |            |  |
| 编号                  | 指示   | 建议前往的目的地 | 图片 | 无障碍设施 |  |
| 出口 · A              | 南苑路 |                  |      | 不適用     |  |
| 出口 · B              | 南苑路 |                  |      | 不適用     |  |
| 出口 · C · 升降机标志 | 南苑路 |                  |      |            |  |
| 註： 設有             |        |                  |      |            |  |